# Fredrik Forsberg (fotbollsspelare)
Fredrik Forsberg, född 10 augusti 1991 i Stockholm, är en svensk fotbollsspelare (mittfältare) som spelar för Västerhaninge IF. Forsbergs äldre bror, Max, är också en fotbollsspelare och de har spelat tillsammans i samtliga klubbar.

## Karriär
Forsbergs moderklubb är Haningepojkarna.
Inför säsongen 2013 gick han till Boo FK som då hette Nacka FF. Han kom dit från Hammarby IF. 
I februari 2017 värvades Forsberg av division 4-klubben Västerhaninge IF.

## Karriärstatistik
| Klubb                       | Säsong             | Liga                      | Liga    | Liga | Svenska cupen | Svenska cupen | Totalt  | Totalt |
| Klubb                       | Säsong             | Division                  | Matcher | Mål  | Matcher       | Mål           | Matcher | Mål    |
| --------------------------- | ------------------ | ------------------------- | ------- | ---- | ------------- | ------------- | ------- | ------ |
| Tyresö FF                   | 2008               | Division 3 Södra Svealand | 11      | 0    | 0             | 0             | 11      | 0      |
| Hammarby TFF                | 2010               | Division 1 Norra          | 20      | 1    | 2             | 0             | 22      | 1      |
| Hammarby TFF                | 2011               | Division 1 Norra          | 22      | 3    | 0             | 0             | 22      | 3      |
| Hammarby TFF                | Totalt             | Totalt                    | 42      | 4    | 2             | 0             | 44      | 4      |
| Hammarby IF                 | 2011               | Superettan                | 1       | 0    | 0             | 0             | 1       | 0      |
| Nacka FF (lån)              | 2012               | Division 2 Norra Svealand | 6       | 1    | 0             | 0             | 6       | 1      |
| Boo FK (2013–2015 Nacka FF) | 2013               | Division 3 Södra Svealand | 19      | 9    | 0             | 0             | 19      | 9      |
| Boo FK (2013–2015 Nacka FF) | 2014               | Division 2 Södra Svealand | 24      | 5    | 1             | 0             | 25      | 5      |
| Boo FK (2013–2015 Nacka FF) | 2015               | Division 2 Norra Svealand | 24      | 4    | 2             | 0             | 26      | 4      |
| Boo FK (2013–2015 Nacka FF) | 2016               | Division 2 Norra Svealand | 16      | 3    | 1             | 0             | 17      | 3      |
| Boo FK (2013–2015 Nacka FF) | Totalt             | Totalt                    | 83      | 21   | 4             | 0             | 87      | 21     |
| Västerhaninge IF            | 2017               | Division 4                | 19      | 6    | 0             | 0             | 19      | 6      |
| Västerhaninge IF            | 2018               | Division 4                | 20      | 7    | 0             | 0             | 20      | 7      |
| Västerhaninge IF            | 2019               | Division 3 Södra Svealand | 20      | 3    | 0             | 0             | 20      | 3      |
| Västerhaninge IF            | 2020               | Division 3 Södra Svealand | 10      | 1    | 0             | 0             | 10      | 1      |
| Västerhaninge IF            | 2021               | Division 3 Södra Svealand | 15      | 2    | 0             | 0             | 15      | 2      |
| Västerhaninge IF            | 2022               | Division 3 Södra Svealand | 7       | 0    | 0             | 0             | 7       | 0      |
| Västerhaninge IF            | 2023               | Division 3 Södra Svealand | 11      | 0    | 0             | 0             | 11      | 0      |
| Västerhaninge IF            | Totalt             | Totalt                    | 102     | 19   | 0             | 0             | 102     | 19     |
| Totalt i karriären          | Totalt i karriären | Totalt i karriären        | 245     | 45   | 6             | 0             | 251     | 45     |